# Break Every Rule (песня)
«Break Every Rule» (с англ. — «Нарушу все правила») — песня, записанная американской певицей Тиной Тёрнер для её шестого сольного студийного альбома Break Every Rule 1986 года. Авторами песни стали Руперт Хайн и Жаннетт Обстой, ранее написавшие песню «I Might Have Been Queen», которая вошла в альбом Тёрнер Private Dancer 1984 года.
Песня была выпущена в качестве сингла с альбома в апреле 1987 года в преддверии тура Break Every Rule в Европе. Песня имела ограниченный успех в чартах США и Великобритании, хотя достигла 21-й строчки в Австрии.
Концертные версии доступны на альбоме Live in Europe 1988 года и домашнем видео Rio ’88. С песней Тина выступила также на ТВ-шоу Wogan 10 июня 1987 года в Англии. Некоторые релизы содержат ранее не издававшуюся немного более длинную версию песни «Take Me to the River», а picture shape-сингл включает отредактированную версию песни «Girls», которая также была синглом в некоторых европейских странах.

## Музыкальное видео
Музыкальное видео было снято во время тура Тины Break Every Rule по Германии. В нём показано, как она исполняет песню на сцене, а также кадры из-за кулис. Однако аудио в видео не концертное. Последняя сцена в клипе с участием Тины и участников её группы была записана в Дортмунде, где она четыре раза выступала с аншлагом в Вестфаленхалене. Клип был первоначально выпущен на домашнем видео What You See Is What You Get на VHS, а в 1991 году — на Simply The Best — The Video Collection на DVD. Режиссёр — Энди Морахэн.

## Отзывы критиков
В журнале Cashbox описали песню как капризную, мелодичную, отражающую всё знойное очарование певицы.

## Варианты издания
7"-сингл (Великобритания, Германия)
A. «Break Every Rule» — 3:40
B. «Girls» — 4:56
7"-сингл (Европа)
A. «Break Every Rule» — 3:40
B. «What You Get Is What You See» — 3:57
7"-сингл (Австралия, США)
A. «Break Every Rule» — 3:40
B. «Take Me to the River» — 4:27
Picture shape-сингл
A. «Break Every Rule» — 3:40
B. «Girls» (Edit) — 3:41
12"-сингл (Великобритания)
A. «Break Every Rule» (Dance Mix) — 8:45
B1. «Break Every Rule» (Rock Mix) — 7:03
B2. «Girls» — 4:56
12"-сингл (Германия)
A. «Break Every Rule» (Dance Mix) — 8:45
B1. «Break Every Rule» (Extended Mix) — 7:30
B2. «Break Every Rule» (Single Mix) — 3:48
12"-сингл (США)
A1. «Break Every Rule» (Dance Mix) — 8:45
A2. «Break Every Rule» (Single Mix) — 3:48
B1. «Break Every Rule» (Extended Mix) — 7:30
B2. «Take Me to the River» — 4:27

## Чарты
| Чарт (1987)                       | Высшая позиция |
| --------------------------------- | -------------- |
| Австралия (Kent Music Report)     | 60             |
| Австрия (Ö3 Austria Top 40)       | 21             |
| Великобритания (OCC UK Singles)   | 43             |
| Европа (European Hot 100 Singles) | 44             |
| США (Billboard Hot 100)           | 74             |
| ФРГ (GfK)                         | 38             |